# Système sol-air moyenne portée/terrestre (SAMP/T) - Mamba
Le système sol-air moyenne portée/terrestre (SAMP/T) - Mamba est un missile surface-air de moyenne portée franco-italien développé par Eurosam rassemblant Thales et MBDA et piloté par l'Organisation conjointe de coopération en matière d'armement.
Il assure une défense terrestre de zone contre les menaces aériennes conventionnelles comme les avions de combats et les missiles de croisière et est le seul missile antiaérien européen disposant d'une capacité antibalistique.

## Historique

### Développement initial
L'origine du SAMP/T remonte à une étude préalable lancée dans les années 1980 par la France et l'Allemagne qui sont ensuite rejoints par l'Italie et le Royaume-Uni pour remplacer leurs missiles de défense aérienne dont le MIM-23 Hawk. L'Allemagne et le Royaume-Uni se retirent cependant de l'étude, laissant la France et l'Italie lancer la conception du SAMP/T en 1989.
Le développement est confié aux industriels rassemblés au sein du groupement momentanné d'entreprises Eurosam ainsi qu'à l'OCCAR qui représente l'administration française et italienne. Un contrat de 2,2 milliards d'euros est signé en 2003 pour doter le SAMP/T de capacités antbalistiques et lancer la production des systèmes SAMP/T.

### Processus d'évaluation
En 2008, sept tirs d'Aster 30 assurent au SAMP/T de traiter les cibles conventionnelles comme les avions de combat et les missiles de croisière.
Le SAMP/T fait un premier essai d'abattre un missile balistique en octobre 2010, suivi par un deuxième le mois suivant. Ce deuxième essai mené au centre DGA Essais de missiles de Biscarrosse et mobilise un F-15D de l'armée de l'Air israélienne pour tirer un engin cible Black Sparrow, qui est détruit avec succès par le SAMP/T.
Le SAMP/T est intégré au système de défense antimissile de l'OTAN en mars 2013 après un nouvel essai contre une cible représentant un missile balistique. Ce tir est récompensé en octobre 2015 par le Technology Pioneer Award de l'agence américaine pour la défense antimissile pour l'interopérabilité démontré entre les SAMP/T français et italien et le système de combat Aegis de l'US Navy grâce à la liaison 16.

### Modernisation
En décembre 2015, la Direction Générale de l'Armement notifie le contrat de modernisation du SAMP/T à Eurosam pour résoudre les obsolescences du système et améliorer ses capacités. Ainsi, la DGA évalue le SAMP/T NG par des simulations afin de déterminer le rôle qu'il peut assurer dans la lutte antiaérienne en très haute altitude.
La production du SAMP/T NG commence en février 2023 et son premier tir de qualification a lieu en octobre 2024.

## Caractéristiques

### Mobilité
Le SAMP/T est aérotransportable par C-130 Hercules et par A400M. Quarante rotations de C-130 sont nécessaires pour transporter deux batteries de SAMP/T, soit vingt rotations par batterie.

### Protection
Le SAMP/T dispose d'une protection complète contre les menaces NRBC grâce à l'étanchéité des modules habitables.

## Structure
Une batterie du SAMP/T est composée de trois sous-sytèmes: le système de conduite de tir, le système de lancement terrestre et le missile Aster 30. Des éléments de soutien sont égalements nécessaires au bon fonctionnement de la batterie.

### Système de conduite de tir

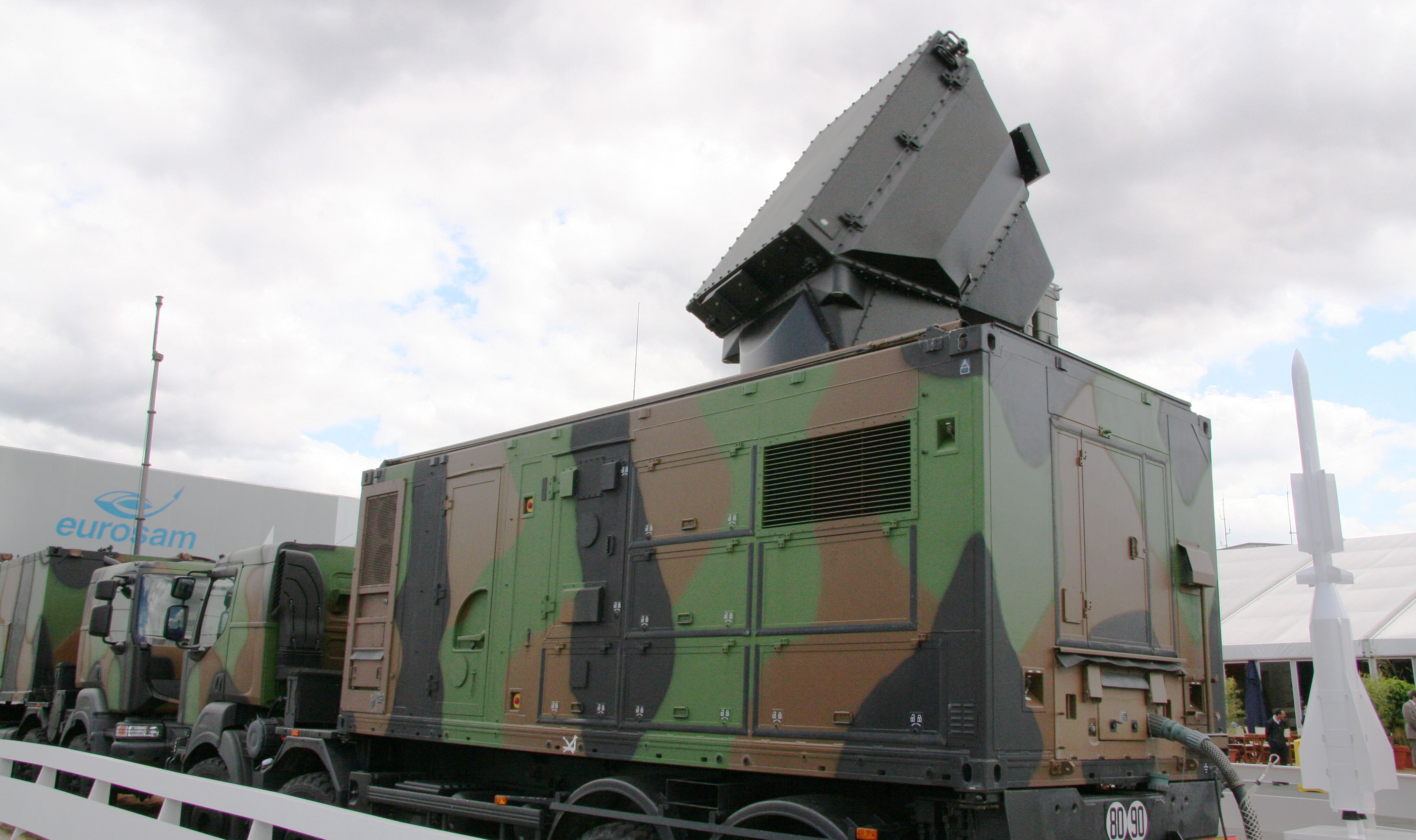
Module radar du SAMP/T.

Le système de conduite de tir placé sous la responsabilité de Thales est composé de trois éléments principaux mis chacun en oeuvre par deux servants :
- Un Module d'Engagement (ME) comprenant les équipements de transmissions, les calculateurs et les consoles permettant le contrôle de tous les éléments du système SAMP/T. Il s'agit de l'élément central de la batterie qui prend la décision d'engagement et met en oeuvre les missiles Aster 30 contre leurs cibles[18]. Il est connecté aux lanceurs par fibre optique ou par radio[18] et possède une liaison de données avec le MRI[19]. La liaison 16 lui permet également d'être en contact avec les AWACS, les avions de chasse ou les autres acteurs de la défense aérienne[16], grâce à un terminal MIDS-LVT produit par EuroMIDS[20].
- Un Module Radar et IFF (MRI) composé d'un moyen d'identification ami-ennemi (sigle IFF en anglais) et d'un radar qui assure la détection, la poursuite, l'engagement et la désignation des cibles aériennes aux missiles Aster 30[18].
- Un Module de Génération Electrique (MGE) chargé d'assurer l'alimentation électrique du MRI[18]. Il dispose de deux générateurs disposant chacun d'une puissance de 160 kVA et de 20 heures d'autonomie[16].
- L'italie ajoute un module de commandement chargé de la gestion du déploiement, de la mission, de l'approvisionnement en missiles et du maintien en condition opérationnelle de la batterie SAMP/T. En France, cette mission est dévolue au poste de commandement section de la batterie SAMP/T dont il est indépendant[18].

### Système de lancement terrestre

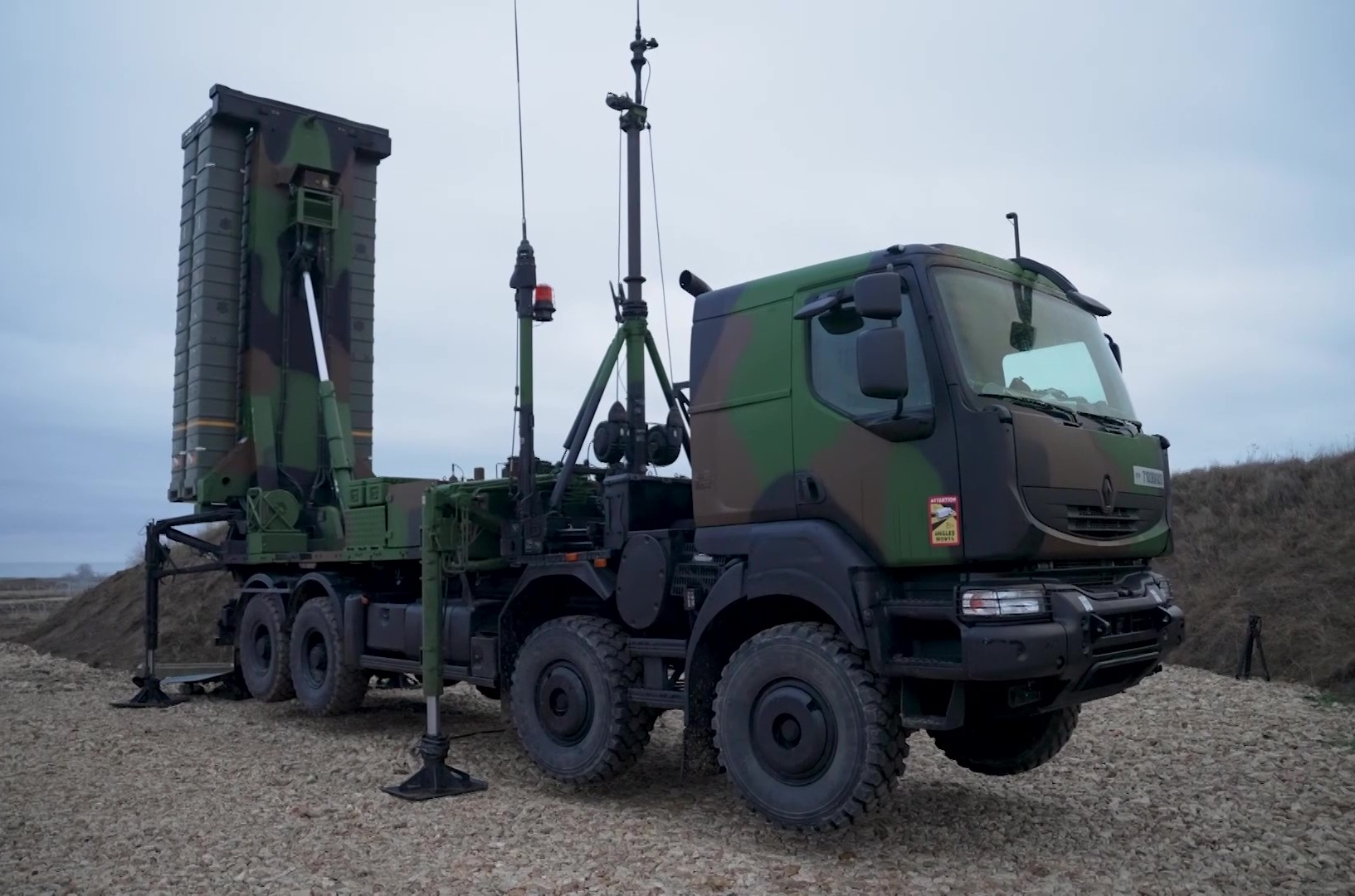
Module de lancement terrestre du SAMP/T déployé.

Le système de lancement terrestre sous la responsabilité de MBDA Italie mis en oeuvre chacun par deux servants :
- Des Modules de Lancement Terrestre (MLT) emportant chacun huit missiles Aster 30 reliés au ME par fibre optique ou par radio[18] et disposant d'un groupe électrogène pour répondre à ses besoins énergétiques[16]. Jusqu'à six MLT peuvent être connectés au ME, la France en ayant commandé quatre par batterie SAMP/T[18]. Le lanceur est monté sur un camion Renault Kerax en France et Iveco ACTL en Italie[22].
- Des Modules de Rechargement Terrestre (MRT) emportant huit missiles Aster 30 supplémentaires[18] pouvant être placés sur les MLT en moins de trente minutes[16]. Il y a deux MRT par batterie de SAMP/T en France[23].

### Missile Aster 30
Système sous la responsabilité de MBDA France comprenant le caisson du missile Aster 30 avec son accélérateur initial largable et son missile terminal. Les caissons sont assemblés par deux afin de pouvoir être installés sur les MLT et MRT.

### Eléments de soutien
Une batterie française de SAMP/T comprend aussi certains éléments de soutien :
- Deux ateliers permettant de faire des réparations sur le terrain, l'un est destiné aux éléments mécaniques, l'autre destiné aux éléments électroniques
- Deux camions contenant pour l'un des pièces de rechange mécaniques et pour l'autre des pièces de rechange électroniques
- Deux Land Rover Defender d'accompagnement et de reconnaissance

## Versions

### SAMP/T
Système de détection
Le système de détection du SAMP/T est composé du Module Radar et d'Identification accueillant le radar multifonctionnel Arabel fonctionnant en bande X et permettant la détection des cibles aériennes à 360° à une portée de 60 km.
Missile et portées
Le SAMP/T est équipé du missile Aster 30 B1 (Block 1) qui est capable de viser à différentes portées les cibles suivantes :
- Missile balistique tactiques de type Scud à une portée de 10 km, ce qui nécessite alors l'usage d'un radar de surveillance et de détection avancée.
- Missile de croisière, avions manoeuvrants et drones à une portée de 50 km.
- Avions non manoeuvrant à une portée de 100 km.

### SAMP/T NG
Le système Sol-Air Moyenne Portée/Terrestre Nouvelle Génération (SAMP/T NG) est une nouvelle version du SAMP/T devant entrer en service en 2025. Selon le Délégué général pour l’armement français Emmanuel Chiva, le SAMP/T NG représente « une rupture technologique » par rapport au MIM-104 Patriot américain.
Système de contrôle
Le Module d'Engagement du SAMP/T NG permet d'acceuillir quatre servants, soit deux de plus que le SAMP/T tout en accueillant un spécialiste cyber. Le module est également blindé contre les munitions rodeuses grâce aux retours d'expériences de la guerre en Ukraine.
En février 2023, des travaux sont menés pour associer le SAMP/T NG à des systèmes de défense aérienne de courte et de très courte portée grâce à l'augmentation du nombres de servants du module d'engagement. Cette capacité est officialisée en juillet 2024 et concerne les lance-missiles VL MICA et Mistral français ainsi que le CAAM ER italien, un élargissement aux lance-missiles NASAMS norvégien et IRIS-T allemand étant aussi envisagé.
Système de détection
Le système de détection du SAMP/T NG est assuré par un nouveau radar AESA basé sur la technologie GaN pouvant suivre plus de mille cibles sur 360° et 350 km de portée. Son installation nécessite seulement deux servants pendant quinze minutes. Deux radars différents jouent ce rôle :
- Le Ground Fire 300 de Thales pour la France.
- Le Kronos GM HP de Leonardo pour l'Italie.

Missiles et portées
Le SAMP/T NG sera équipé du missile Aster 30 B1NT (Block 1 Nouvelle Techonologie) qui a une porté maximum de 150 km et sera capable de viser différentes cibles :
- Missile balistique tactiques d'une portée inférieure à 600 km, missile de croisière, avions de combat, drones et hélicoptères.
- Missile hypersonique (aussi appelé missile hypervéloce) selon Emmanuel Chiva, le Délégué général pour l’armement français.

## Utilisateurs

### France

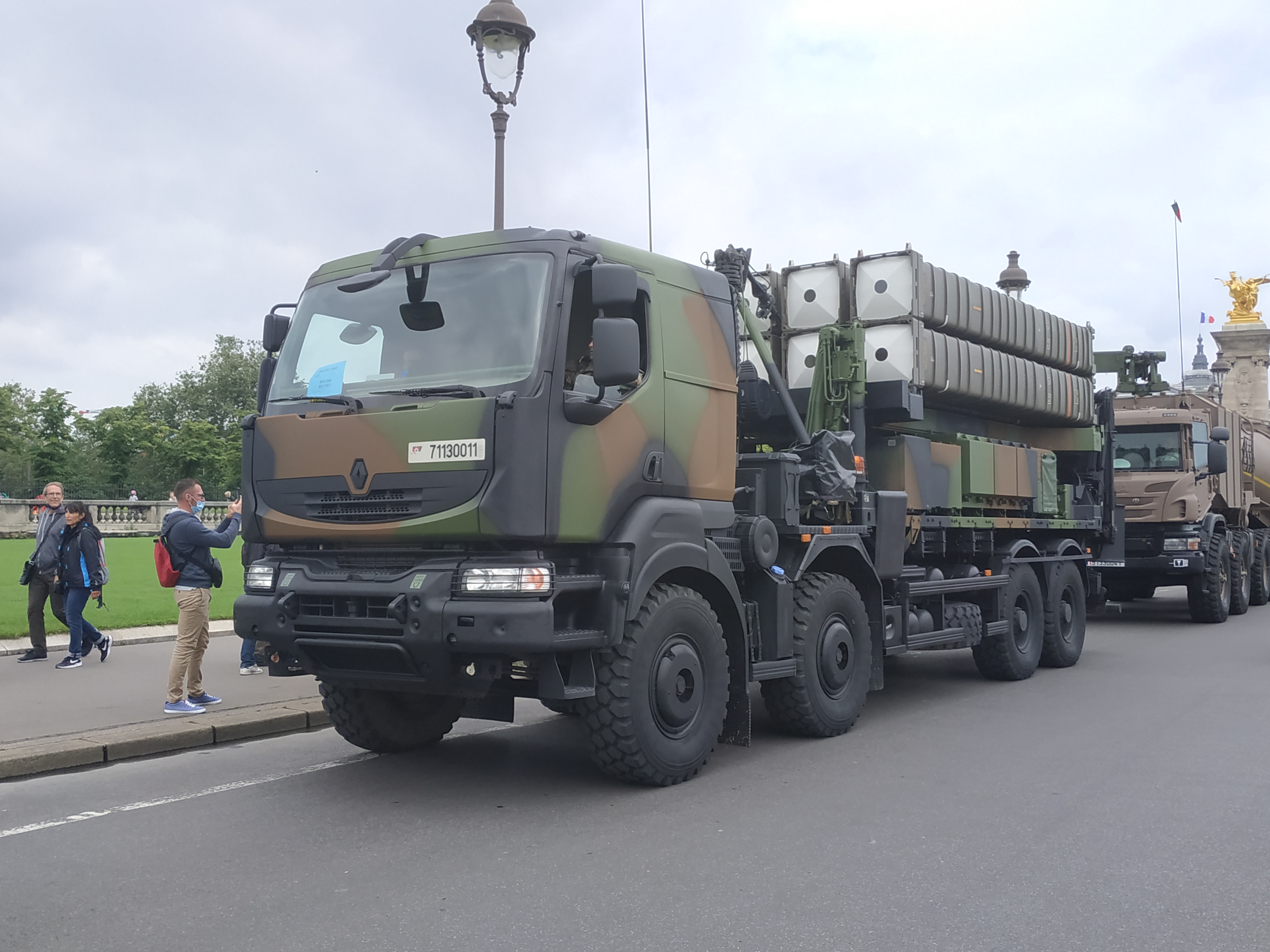
Lanceur SAMP/T français en configuration de transport le 14 juillet 2021

Le SAMP/T est mis en service par l'armée de l'Air pour remplacer les missiles antiaériens MIM-23 Hawk assurant la défense aérienne française avec la commande initiale de 12 SAMP/T ramenée à 10 systèmes en 2006. Les cinq escadrons de défense sol-air (EDSA) français des bases aériennes de Luxeuil, Mont-de-Marsan, Avord, Saint-Dizier et Istres doivent chacun être équipé de deux batteries entre 2009 et 2012, dont 40% doivent être mis à la disposition de l'armée de Terre afin de protéger une force terrestre. Le premier SAMP/T est livré en septembre 2010 à l'escadron 4/950 Servance de la base aérienne 116 de Luxeuil.
La dissolution de l'escadron 4/950 Servance, annoncée en octobre 2013 sur fond de réduction des commandes de SAMP/T, réduit à quatre le nombre d'EDSA au sein de l'armée de l'Air, soit quatre batteries antiaériennes. Les SAMP/T sont principalement utilisés pour sécuriser de grands évènements au sein de dispositifs particuliers de sûreté aérienne, comme le salon du Bourget ou les Jeux olympiques de 2024. Un module radar Arabel et des missiles Aster 30 sont livrés à l'Ukraine en mai 2023 pour former une batterie en coopération avec l'Italie qui livre les lance-missiles.
En avril 2024, le ministre des Armées, Sébastien Lecornu, annonce la commande de douze SAMP/T NG, dont une batterie doit être livrée en 2027 pour un total de six batteries attendues avant 2030, le reste devant être livré ultérieurement. Cette commande comprend la rénovation de sept batteries SAMP/T, les autres devant être neuves. En septembre 2024, l'entrée en service initiale des SAMP/T NG est avancée à 2026, toutes les batteries devant être livrées en 2035.
| Régiment            | Date        | Subordination                           |
| ------------------- | ----------- | --------------------------------------- |
| EDSA 4/950 Servance | 2010-2013   | Base Aérienne 116 Luxeuil-Saint-Sauveur |
| EDSA 2/950 Sancerre | 2011-Actuel | Base Aérienne 702 Avord                 |
| EDSA 12/950 Tursan  | 2012-Actuel | Base Aérienne 118 Mont-de-Marsan        |
| EDSA 5/950 Barrois  | 2014-Actuel | Base Aérienne 113 Saint-Dizier-Robinson |
| EDSA 1/950 Crau     | ?-Actuel    | Base Aérienne 125 Istres-Le Tubé        |

### Italie
Le SAMP/T est mis en service par l'armée de terre italienne pour remplacer les missiles antiaériens MIM-23 Hawk assurant la défense aérienne italienne avec la commande la livraison de SAMP/T au 4e Régiment d'Artillerie Antiaérienne « Peschiera » à partir d'avril 2011. Un total de six batteries de SAMP/T sont livrées à l'armée italienne. En mai 2023, l'Italie livre des lance-missiles SAMP/T à l'Ukraine pour former une batterie en coopération avec la France puis livre une batterie complète de SAMP/T à l'Ukraine en juin 2024.
En juillet 2023, cinq SAMP/T NG sont commandés pour remplacer les douze Spada 2000 de 2e Escadre « Caccia » de l'Aeronautica Militare pour un montant de 700 millions d'euros tandis qu'en février 2024, quatre autres SAMP/T NG sont commandés pour l'armée italienne.

### Singapour

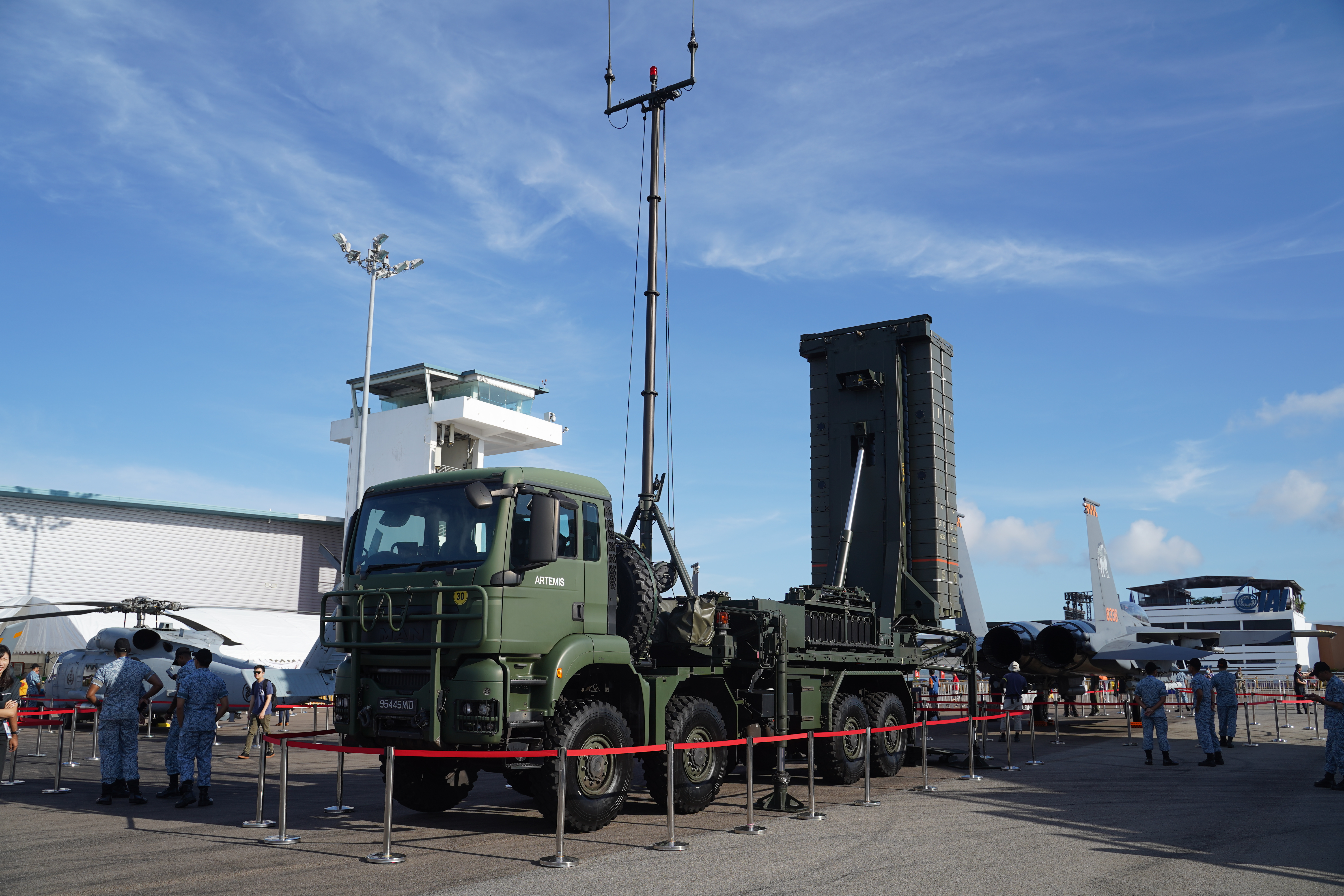
Lanceur SAMP/T de la force aérienne de la république de Singapour

En septembre 2013, deux batteries de SAMP/T sont commandées par Singapour pour remplacer ses MIM-23 Hawk et doivent être utilisées en réseau avec les radars américain AN/FPS-117 et suédois Giraffe AMB (en),. Selon Antoine Bouvier patron de MDBA, le SAMP/T s'est imposé face à des concurrents américains et israéliens grâce à ses performances et à son prix.
Le SAMP/T est livré en 2017 et 2018 avec une mise en service en mars 2018 par le 163e Escadron de la force aérienne de la République de Singapour au sein du système Island Air Defense qui couvre l'ensemble de Singapour et relie entre eux tous les systèmes de défense aérienne de l'île avec des radars, des avions de chasse et des missiles antiaériens. Sa présentation au public à lieu en août 2019 pendant la fête nationale du pays.

### Ukraine
En novembre 2022, la France et l'Italie acceptent de livrer une batterie de SAMP/T à l'Ukraine, dont la livraison commence en mai 2023. La formation des militaires ukrainiens se déroule en Italie et sur la base aérienne 702 d'Avord en France. Les lanceurs sont fournis par l'Italie tandis que les missiles Aster 30 et le radar Arabel sont fournis par la France.
Après des appels insistant du ministre des Affaires étrangères ukrainien Dmytro Kuleba en 2024 pour que l'Ukraine reçoive davantage de systèmes sol-air dont des SAMP/T, l'Italie envisage de livrer une nouvelle batterie SAMP/T à l'Ukraine en mai 2024. Sa livraison est confirmée en juin 2024.

### Prospections en cours

#### Arabie saoudite
En avril 2024, Intelligence Online révèle que l'Arabie saoudite s'intéresse aux missiles antiaériens européens, dont le SAMP/T, car ceux ci sont moins chers que le Patriot américain.

#### Belgique
En juillet 2024, il est annoncé que la Belgique s'intéresse au  SAMP/T NG pour assurer sa défense aérienne, alors que les ministres de la Défense français et italien ont envoyé le même mois un courrier vantant les performances du SAMP/T NG à tous les pays européens dont la Belgique.

#### Croatie
En mars 2025, la Croatie annonce sa volonté de commander des SAMP/T NG pour renforcer sa défense aérienne.

#### Danemark
En mars 2024, le Danemark annonce vouloir se procurer une capacité de défense aérienne longue portée, cinq candidats répondant à un appel d'offres, le gouvernement américain avec le MIM-104 Patriot PAC-3, Eurosam avec le SAMP/T NG, Rafael avec la Fronde de David, Israel Aerospace Industrie avec le missile Arrow et LIG Nex1 avec le KM-SAM. Finalement le choix se fera entre le Patriot et le SAMP/T NG.

#### Estonie
En avril 2025, l'Estonie annonce vouloir acquérir une capacité de défense aérienne à longue portée capable d'abattre des missiles balistiques. Trois candidats sont envisagés, le SAMP/T, la Fronde de David et le MIM-104 Patriot.

### Échecs commerciaux

#### Pologne
En juillet 2014, la Pologne lance un appel d'offres pour se procurer une capacité de défense antimissile de théâtre, auquel répondent Eurosam avec le SAMP/T, Raytheon avec le MIM-104 Patriot PAC-3, Lockheed-Martin avec le MEADS et Rafael. En avril 2015, le Patriot s'impose face au SAMP/T en dépit des importants transferts de technologies consentis par Thales et MBDA en créant des partenariats avec des entreprises polonaises comme Mesko.

#### Suède
En novembre 2017, la Suède préfère le MIM-104 Patriot PAC-3 au SAMP/T, qui était pourtant préssenti comme favori dans cette compétition.

#### Suisse
En mars 2018, le DDPS lance un appel d'offres pour procurer des lance-missiles antiaériens de longue portée à l'Armée suisse, les concurrents étant le SAMP/T d'Eurosam, le MIM-104 Patriot PAC-3 de Raytheon et la Fronde de David de Rafael. Rafael renonce à participer à l'appel d'offres en mars 2019 car l'entreprise ne peut pas répondre à la demande suisse de compensations industrielles. Le SAMP/T et le Patriot restent seuls dans la course et sont testés en Suisse en août et en septembre 2019. En juin 2021, la Suisse préfère le Patriot qui s'est révélé supérieur au SAMP/T au cours des évaluations.

#### Turquie
En septembre 2013, la Turquie sélectionne le HQ-9 pour équiper sa défense aérienne, aux dépens du MIM-104 Patriot, du S300 PMU et du SAMP/T qui est classé deuxième de l'évaluation après le système sélectionné. Le Turquie se réintéresse au SAMP/T en juillet 2017 suite à des pressions liées à son choix d'un système chinois mais commande finalement le S-400 russe en septembre de la même année.

## Engagements

### OpérationChammal
Dans le cadre de l'opération Chammal, l'armée française déploie un SAMP/T Mamba sur la Base Aérienne Progetée H5 en Jordanie en septembre 2021.

### Missions de l'OTAN
Afin de renforcer la défense aérienne de la Turquie pendant la guerre civile syrienne, l'armée italienne déploie une batterie de SAMP/T près de Kahramanmaraş à partir de janvier 2013.
Dans le cadre de la mission Aigle, l'armée française déploie un SAMP/T Mamba et un Centre de management de la défense dans la 3e dimension (CMD 3D) sur le camp de Capu Midia en Roumanie en mai 2022,. Il y participe à des exercices aériens de l'OTAN.
Dans le cadre de la mission enhanced Vigilance Activity, l'armée italienne déploie une SAMP/T en Slovaquie entre avril 2023 et mars 2024.
Dans le cadre de la mission Baltic Air Policing, l'armée italienne déploie une SAMP/T en Lituanie en février 2025.

### Guerre en Ukraine
À la suite de l'invasion russe de l'Ukraine en 2022, la France et l’Italie cédent une batterie de SAMP/T aux Forces armées ukrainiennes utilisée depuis juin 2023 pour contrer les attaques aériennes russes. Le SAMP/T aurait tiré plus de soixante missiles Aster 30 en Ukraine, abattant un avion des forces aérospatiales russes en mai 2025 ainsi des missiles hypersoniques Kinjal selon l'Ukraine. La Russie revendique en février 2024 avoir détruit un SAMP/T sans apporter de preuve matérielle pour soutenir ses allégations.
Au cours des premières semaines de déploiement, le SAMP/T connait des problèmes logiciels. Bien que ceux-ci soient rapidement réglés, ils sont utilisés pour valoriser le MIM-104 Patriot américain au détriment du SAMP/T européen, qui souffre davantage d'un manque d'approvisionnement en missile Aster 30.